# Agromyza kiefferi
Agromyza kiefferi este o specie de muște din genul Agromyza, familia Agromyzidae, descrisă de Tavares în anul 1901.
Este endemică în Portugal. Conform Catalogue of Life specia Agromyza kiefferi nu are subspecii cunoscute.